# Juan Muñoz Vargas
Juan Muñoz Vargas (Madrid, 1835 - 1919) fou un polític i militar espanyol, diputat a les Corts Espanyoles durant la restauració borbònica
Era membre del Partit Liberal Fusionista i secretari de Francisco Serrano Domínguez. Fou diputat pel districte de Nava del Rey (província de Valladolid) a les eleccions generals espanyoles de 1871, 1876, 1879 i 1881, pel de Llucena a les eleccions generals espanyoles de 1884, 1886, 1891, i 1896. Fou ministre d'Ultramar interí entre el 27 de novembre i el 6 de desembre de 1891 en absència de Francisco Romero Robledo. El juliol de 1892 renuncià a l'escó quan fou nomenat general de divisió.